# Benigno De Grandi
Benigno De Grandi, detto Ninetto (Salsomaggiore Terme, 15 giugno 1924 – Palermo, 11 dicembre 2014), è stato un calciatore, allenatore di calcio e dirigente sportivo italiano, di ruolo centrocampista.

## Biografia
Per la sua eleganza fuori dal campo Aldo Boffi gli diede il soprannome Fiordaliso.
Dopo la carriera sportiva ha vissuto a Palermo. Col contratto firmato che aveva firmato con il club rosanero comprò un albergo nella natìa Salsomaggiore Terme. Sposò Liliana Pitruzzella, Miss Palermo.
Era il padre del pittore Francesco De Grandi.

## Caratteristiche tecniche

### Giocatore
Era un mediano sinistro con un ottimo controllo di palla e in grado di fornire assist in maniera precisa, così come era abile nei compiti di marcatura delle mezze ali avversarie e nella regia difensiva.
Mentre militava nel Milan, Gianni Brera lo definì il quarto svedese, poiché gli altri tre erano i componenti del Gre-No-Li.

### Allenatore
Il suo stile di gioco era offensivo.

## Carriera

### Giocatore
Giocò con Salsomaggiore, Fiorenzuola, Mantova e Seregno prima di passare al Milan, con cui esordì in Serie A il 20 novembre 1949 e vinse uno scudetto e una Coppa Latina nella seconda delle due stagioni in rossonero (1950-1951).
Nel 1951 passò al Palermo. Per la stagione 1954-1955 venne prestato alla Sampdoria, quindi chiuse la carriera con la società rosanero dopo la stagione 1956-1957, nella quale non fu mai impiegato.
In carriera ha totalizzato complessivamente 121 presenze e 9 reti in Serie A.

### Allenatore e dirigente
Allenò lo Spezia nel 1964-1965 venendo esonerato a stagione in corso.
Nel 1970-1971 è inizialmente allenatore in seconda del Palermo, squadra nella quale aveva militato da calciatore. Nel gennaio 1971 subentra a campionato in corso prendendo il posto dell'esonerato Carmelo Di Bella, suo primo tecnico, sollevato dall'incarico in seguito alla sconfitta per 1-0 contro la Reggina. Ottiene la salvezza portando la squadra dal penultimo al 13º posto e stabilendo il primato del maggior numero di pareggi; confermato anche per la stagione successiva, ottiene la promozione in Serie A dopo aver lottato a lungo per il primo posto e averne ottenuto il terzo finale. Nonostante ciò lasciò i rosanero, dopo che alcune sue richieste di mercato non furono esaudite. Venne sostituito da Umberto Pinardi.
Dopo brevi esperienze sulle panchine del Taranto (subentrato ed esonerato), della Turris e del Bolzano, tornò sulla panchina del Palermo nel 1975-1976, ma questo ciclo fu meno fortunato del primo. Nella stagione successiva divenne direttore sportivo della società rosanero.
È stato anche Direttore Tecnico e osservatore in varie squadre siciliane. A partire dal 2003 ha commentato per alcuni anni le partite del Palermo su TGS.

## Palmarès

### Giocatore

#### Club

##### Competizioni nazionali
- Campionato italiano: 1

Milan: 1950-1951

##### Competizioni internazionali
- Coppa Latina: 1

Milan: 1951